# Taquiza

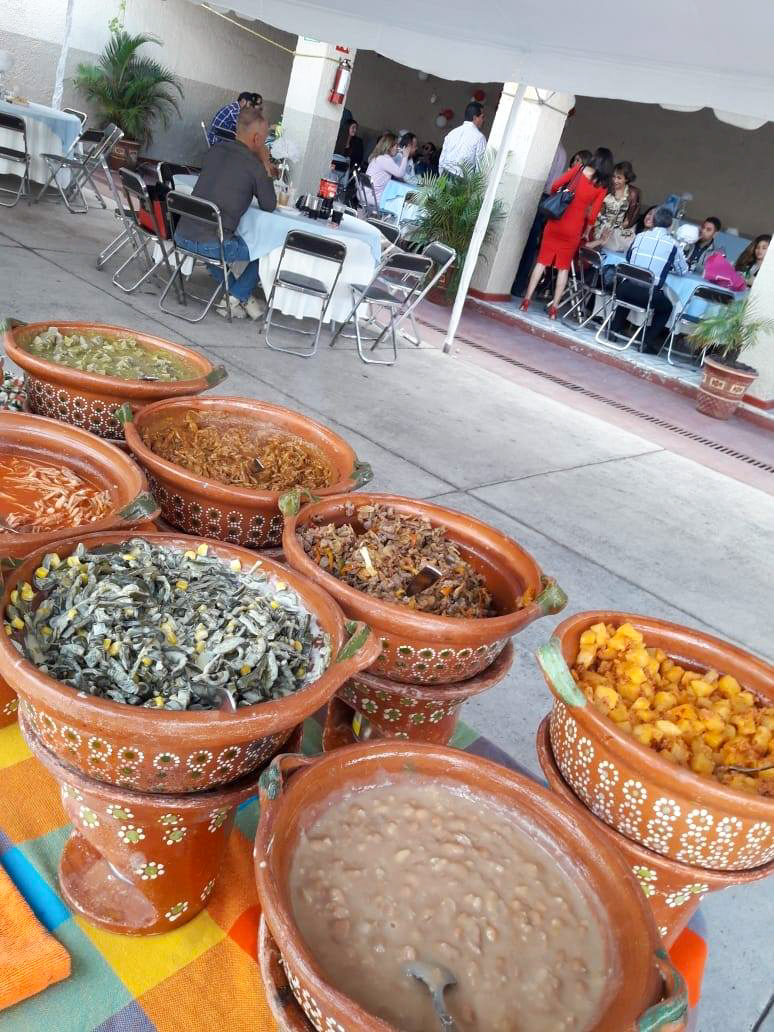
Varios guisados en una taquiza en Ciudad de México.

Una taquiza es un tradicional banquete mexicano cuyo plato principal es el taco. Generalmente, las taquizas son motivo de reunión para las familias, grupos de amigos o compañeros de empresa, y se reservan para eventos especiales, como cumpleaños, bodas, aniversarios, etcétera. 
En las taquizas, los rellenos o guisos para el taco se disponen en la mesa a modo de bufé libre, típicamente en loza mexicana, y por otro lado una canasta con las tortillas calientes, de manera que los invitados pueden «armar» su taco con el relleno que gusten, y repetir las veces que deseen.
La costumbre se ha extendido por todo el país y también entre la población mexicana en los Estados Unidos y se ha diversificado. En algunas taquizas se contratan cocineros profesionales, taqueros (con todo y su trompo), camareros, e incluso grupos mariachis u otros tipos de shows. Algunas empresas de organización de eventos en México se han especializado en la organización de taquizas.

## Origen
Se dice que la primera taquiza de la historia fue mandada a organizar por Hernán Cortés para celebrar la caída de Tenochtitlán. Aunque no se registró propiamente el nombre de «taquiza», sí explica Bernal Díaz del Castillo en su crónica Historia verdadera de la conquista de la Nueva España (1632) que, tras la victoria, Cortés y su ejército se reunió en Coyoacán (al sur de la actual Ciudad de México) para celebrar un banquete con carne de puerco y cilantro traídos desde Cuba, y que como no tenían pan, usaron las tortillas de maíz indígenas (tlaxcalli). Aunque probablemente la preparación que hoy conocemos como «tacos» ya existiese en época prehispánica, sí que podríamos estar hablando de los primeros tacos de cerdo. El consumo de tacos y tamales en celebraciones es anterior a la conquista de México.

## Preparación de una taquiza
Las taquizas incluyen tortillas de maíz que deben permanecer calientes idealmente en una canasta con trapos (aprox. 1 kg⁄10 pers.), los guisados (de carne y vegetarianos, para todos los gustos), las salsas (picantes y no picantes), bebidas y los acompañamientos clásicos de un taco: limón, cebolla, frijoles refritos... etc.

#### Guisados
Los guisados o «rellenos» son los protagonistas en una taquiza. Algunos guisados típicos son:
- Alambre
- Asado de puerco
- Chicharrón en salsa verde o roja
- Cochinita pibil
- Flor de calabaza
- Huitlacoche
- Papa con chorizo
- Picadillo
- Rajas con crema
- Tinga

#### Acompañamientos
Algunos acompañamientos típicos en una taquiza son:
- Arroz (rojo o verde)
- Cebolla y cilantro picados
- Cebollas cambray asadas
- Chiles encurtidos
- Ensalada de nopal
- Frijoles
- Frijoles refritos
- Guacamole
- Limón
- Salsa mexicana
- Xnipek